# Melanichneumon marginalis
Melanichneumon marginalis là một loài tò vò trong họ Ichneumonidae.